# Walter De Raffaele
Walter De Raffaele (nacido el 31 de octubre de 1968 en Livorno, Italia) es un exjugador y entrenador italiano de baloncesto que dirige al Derthona Basket de la Lega Basket Serie A. 

## Trayectoria como entrenador
De Raffaele comenzó su carrera como entrenador en el club de su ciudad natal, el Basket Livorno en el que estuvo durante cuatro temporadas como asistente y en el que durante la temporada 2004–2005 pasaría a ser entrenador jefe.
Durante las siguientes temporadas formaría parte de clubes de la Lega Due como  Viola Reggio Calabria, Unione Cestistica Casalpusterlengo,Pallacanestro Pavia y Scaligera Verona.
En 2011 llega al Reyer Venezia Mestre de la Lega Basket Serie A para ser entrenador asistente durante 5 temporadas.
En 2016 se hace cargo como primer entrenador del Reyer Venezia Mestre, cosechando una gran cantidad de grandes éxitos como dos Lega Basket Serie A, una FIBA Europe Cup y una Copa de Italia.
En junio de 2020, vuelve a renovar con el conjunto italiano tras 4 temporadas en el cargo.
El 8 de febrero de 2023, después de 13 temporadas en el club, fue cesado como entrenador del Reyer Venezia Mestre de la Lega Basket Serie A, debido a los malos resultados y es reelevado por Neven Spahija.

## Clubs como jugador
- 1987-1989: Libertas Livorno
- 1992-1993: Pallacanestro Marsala
- 1993–1994: Aurora Desio
- 1994-1995: Olimpia Pistoia
- 1996: Olimpia Pistoia
- 1996–1997: Pallacanestro Petrarca Padova

## Clubs como entrenador
- 2000–2004: Basket Livorno (Asistente)
- 2004–2005: Basket Livorno
- 2005: Viola Reggio Calabria
- 2006–2008: Unione Cestistica Casalpusterlengo
- 2008–2010: Pallacanestro Pavia
- 2010–2011: Scaligera Verona
- 2011–2016: Reyer Venezia Mestre (Asistente)
- 2016-2023: Reyer Venezia Mestre
- 2023-presente: Derthona Basket